# Zigong
Zigong (chiń. upr. 自贡; chiń. trad. 自貢; pinyin Zìgòng) – miasto o statusie prefektury miejskiej w środkowych Chinach, w prowincji Syczuan, w Kotlinie Syczuańskiej. 
W 2010 roku liczba mieszkańców miasta wynosiła 684 157. Prefektura miejska w 1999 roku liczyła 3 159 112 mieszkańców. 
Miasto ma dobrze rozwinięte linie drogowe i kolejowe. Charakterystyczną cechą Zigongu jest wysoko rozwinięta eksploatacja soli z solanek. Miasto utrzymuje się przede wszystkim z przemysłu elektronicznego, chemicznego, maszynowego, elektrotechnicznego, wydobywczego (gaz ziemny), włókienniczego, metalowego, materiałów budowlanych, energetycznego i spożywczego. 
W 1980 roku w mieście otworzono muzeum dinozaurów. Zawiera ono m.in. tak rzadkie gatunki jak: Omeisaurus, Gigantspinosaurus, Yangchuanosaurus hepingensis, Huayangosaurus i Xiaosaurus.

## Podział administracyjny
Prefektura miejska Zigong podzielona jest na:
- 4 dzielnice: Ziliujing, Da’an, Gongjing, Yantan,
- 2 powiaty: Rong, Fushun.